# Liste des circonscriptions législatives de la Marne
Le département français de la Marne est, sous la Cinquième République, constitué de quatre circonscriptions législatives de 1958 à 1986, de six circonscriptions après le redécoupage électoral de 1986 puis de cinq circonscriptions depuis le redécoupage de 2010, entré en application à compter des élections législatives de 2012.

## Présentation
Par ordonnance du 13 octobre 1958 relative à l'élection des députés à l'Assemblée nationale, le département de la Marne est d'abord constitué de quatre circonscriptions électorales.
Lors des élections législatives de 1986 qui se sont déroulées selon un mode de scrutin proportionnel à un seul tour par listes départementales, le nombre de sièges de la Marne a été porté de quatre à six.
Le retour à un mode de scrutin uninominal majoritaire à deux tours en vue des élections législatives suivantes, a maintenu ce nombre de six sièges,, selon un nouveau découpage électoral.
Le redécoupage des circonscriptions législatives réalisé en 2010 et entrant en application à compter des élections législatives de juin 2012, a modifié le nombre et la répartition des circonscriptions de la Marne, réduit à cinq du fait de la sur-représentation démographique du département.

## Composition des circonscriptions

### Découpage à partir de 2014
À la suite du redécoupage des cantons de 2014, les circonscriptions législatives ne sont plus composées de cantons entiers mais continuent à être définies selon les limites cantonales en vigueur en 2010. Les circonscriptions sont ainsi composées des cantons actuels suivants :
- 1re circonscription : cantons de Bourgogne-Fresne (sauf communes de Beine-Nauroy, Berry, Hermonville et Nogent-l'Abbesse), Reims-1 (sauf quartier Hincmar), Reims-5 (sauf partie du quartier La Neuvillette), Reims-6 (sauf quartiers des Trois-Fontaines et Clairmarais), Reims-7 et Reims-9 (partie du Chemin-Vert et quartier Europe)
- 2e circonscription : cantons de Dormans Paysages de Champagne (30 communes), Fismes-Montagne de Reims (sauf communes de Chamery et Sermiers), Reims-1 (quartier Hincmar), Reims-2 (partie du quartier Courlancy), Reims-3 (sauf partie des quartiers Croix du Sud et Maison-Blanche), Reims-4 (sauf communes de Champfleury et Villers-aux-Nœuds), Reims-5 (partie du quartier La Neuvillette), Reims-6 (quartier des Trois-Fontaines et Clairmarais) et Reims-9 (sauf partie du Chemin-Vert et quartiers Europe et Parc de Vesle-Nord), commune d'Hermonville
- 3e circonscription : cantons de Dormans Paysages de Champagne (42 communes), Epernay-1, Epernay-2 (communes de Chouilly, Moussy, Pierry, Vinay et partie d'Epernay), Mourmelon-Vesle et Monts de Champagne (16 communes), Reims-2 (sauf partie du quartier Courlancy), Reims-3 (partie des quartiers Croix du Sud et Maison-Blanche) et Sézanne-Brie et Champagne (39 communes), communes de Chaltrait, Chamery, Champfleury, Potangis, Puisieulx, Sermiers, Sillery et Villers-aux-Nœuds
- 4e circonscription : cantons d'Argonne Suippe et Vesle (sauf communes de Courtisols, Poix et Somme-Vesle), Châlons-en-Champagne-1, Châlons-en-Champagne-2 (10 communes et partie de Châlons), Châlons-en-Champagne-3 (communes de Saint-Etienne-au-Temple et Saint-Memmie, partie de Châlons), Mourmelon-Vesle et Monts de Champagne (21 communes), Reims-8 (sauf communes de Puisieulx et Sillery) et Reims-9 (quartier Parc de Vesle-Nord), communes de Beine-Nauroy, Berru et Nogent-l'Abbesse
- 5e circonscription : cantons de Châlons-en-Champagne-2 (8 communes), Châlons-en-Champagne-3 (sauf communes de Saint-Etienne-au-Temple et Saint-Memmie, et partie de Châlons), Epernay-2 (sauf communes de Chouilly, Moussy, Pierry, Vinay et partie d'Epernay), Sermaize-les-Bains, Sézanne-Brie et Champagne (22 communes), Vertus-Plaine Champenoise (sauf communes de Chaltrait et Potangis) et Vitry-le-François-Champagne et Der, communes de Courtisols, Poix et Somme-Vesle

### Découpage de 2010

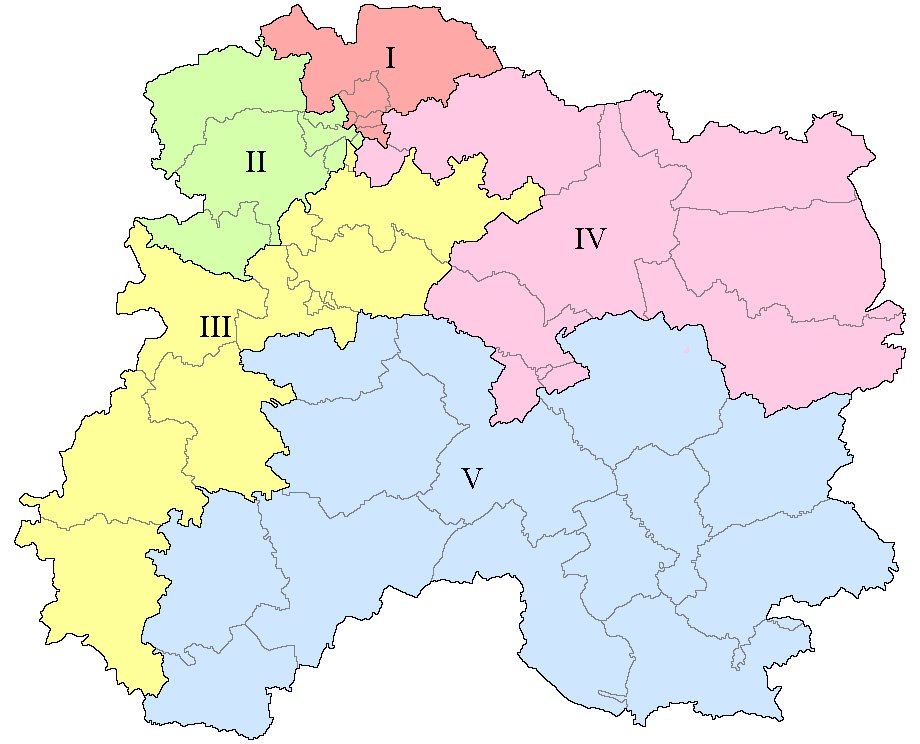
Carte des circonscriptions de la Marne de 2010.

En 2010, une partie des départements est redécoupé dont le département de la Marne, qui perd une circonscription. Toutes ses circonscriptions datant de 1986 étaient sous-peuplées de 10 % par rapport à la nouvelle moyenne nationale, et même de plus de 20 % pour la quatrième et cinquième circonscription. Puisque la région rémoise concentre 40 % de la population, la ville même est désormais partagée entre quatre circonscriptions, contre trois auparavant. Le département compte désormais cinq circonscriptions :
- la première circonscription se compose des cantons de Bourgogne, Reims II, Reims IV, Reims VI et Reims X[10]. Elle reprend en partie les anciennes deuxième et troisièmes circonscriptions[9]. Elle compte 111 689 habitants en 2008[11] ;
- la deuxième circonscription regroupe les cantons de Châtillon-sur-Marne (excepté les communes de Courtagnon, Nanteuil-la-Forêt et Pourcy), Fismes, Reims I, Reims III, Reims V, Reims VIII et Ville-en-Tardenois[10]. On y recense en 2008 113 235 habitants[11] ;
- la troisième circonscription englobe les cantons d'Ay, Dormans, Épernay I et II, Esternay, Montmirail, Montmort-Lucy, Reims IX et Verzy[10]. Elle comprend également les communes de Courtagnon, Nanteuil-la-Forêt et Pourcy. C'est l'ancienne sixième circonscription qui s'étend vers le nord et perd la majeure partie du canton de Châtillon-sur-Marne et le canton de Sézanne[9]. Elle est peuplée de 116 001 habitants en 2008[11] ;
- la quatrième circonscription est formée à partir des cantons de Beine-Nauroy, les cantons de Châlons-en-Champagne (I, II, III, IV) ainsi que ceux de Givry-en-Argonne, Reims VII, Sainte-Menehould, Suippes et Ville-sur-Tourbe[10]. Elle correspond à l'ancienne circonscription sauf qu'elle cède le canton de Marson contre des cantons proches de l'agglomération rémoise[9]. En 2008, on y dénombre 121 129 habitants[11] ;
- la cinquième circonscription comprend les cantons d'Anglure, Avize, Écury-sur-Coole, Fère-Champenoise, Heiltz-le-Maurupt, Marson, Sézanne, Saint-Remy-en-Bouzemont-Saint-Genest-et-Isson, Sompuis, Thiéblemont-Farémont, Vertus, Vitry-le-François-Est et Ouest[10]. La circonscription, couvrant le sud du département, s'étend avec les cantons de Sézanne et Marson[9]. Elle regroupe en 2008 103 956 habitants[11].

### Découpage de 1986

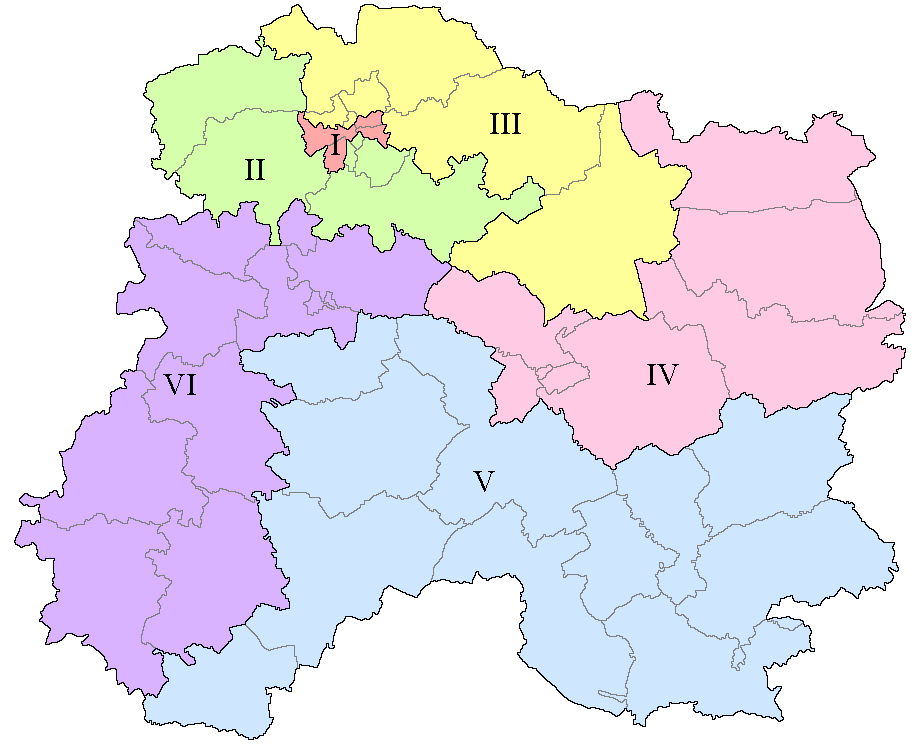
Carte des circonscriptions de la Marne de 1986.

Le mode de scrutin proportionnel plurinominal à un tour est abandonné en 1988 au profit du scrutin uninominal majoritaire à deux tours. Six circonscriptions législatives sont créées dans le département de la Marne :
- la première circonscription regroupe les cantons rémois I, II, V et VI[12]. Elle comptait 100 798 habitants au recensement de 1999[13] ;
- la deuxième circonscription rassemble les cantons de Fismes, Reims III, Reims VII, Reims IX, Verzy et Ville-en-Tardenois[12]. Elle était en 1990 et 1999 la circonscription législative la plus peuplée du département : on y dénombrait respectivement 100 433 et 103 831 habitants[13] ;
- la troisième circonscription est composée des cantons de Beine-Nauroy, Bourgogne, Reims IV, Reims VIII, Reims X et Suippes[12]. Elle comptait 97 357 habitants en 1999[13] ;
- la quatrième circonscription englobe les cantons de Châlons-sur-Marne I, II, III et IV ainsi que ceux de Givry-en-Argonne, Marson, Sainte-Menehould et Ville-sur-Tourbe[12]. Sa population s'élevait à 88 234 personnes en 1999[13] ;
- la cinquième circonscritption réunit les cantons d'Anglure, Avize, Écury-sur-Coole, Fère-Champenoise, Heiltz-le-Maurupt, Saint-Rémy-en-Bouzemont-Saint-Genest-et-Isson, Sompuis, Thiéblemont-Farémont, Vertus, Vitry-le-François Est et Vitry-le-François Ouest[12]. Elle est à la fois la circonscription la plus étendue et la moins peuplée de la Marne avec 83 434 habitants en 1999[13] ;
- la sixième circonscription se compose des cantons d'Ay, Châtillon-sur-Marne, Dormans, Épernay I et II, Esternay, Montmirail, Montmort-Lucy et Sézanne[12]. En 1999, elle comptait 92 575 habitants[13].

### Découpage de 1958

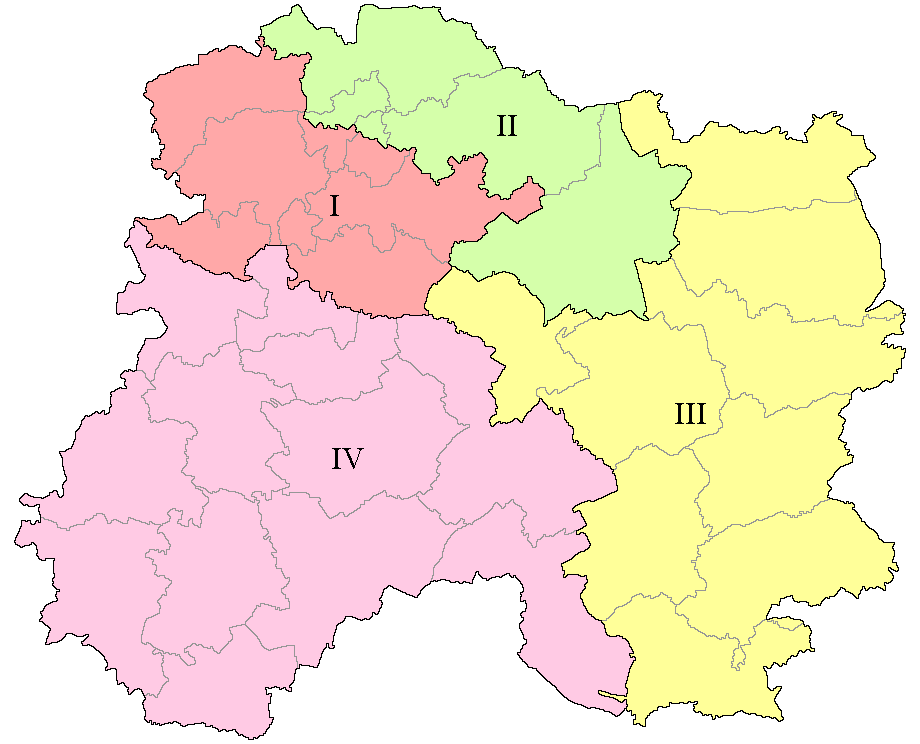
Carte des circonscriptions de la Marne de 1958.

À compter de 1958, le département de la Marne comprend quatre circonscriptions :
- la première circonscription regroupe les cantons d'Ay, Châtillon-sur-Marne, Fismes, Reims I et III, V, Verzy et Ville-en-Tardenois ;
- la deuxième circonscription rassemble les cantons de Beine-Nauroy, Bourgogne, Reims II et IV ainsi que Suippes ;
- la troisième circonscription est composée des cantons de Châlons-sur-Marne, Givry-en-Argonne, Heiltz-le-Maurupt, Marson, Sainte-Menehould, Saint-Rémy-en-Bouzemont-Saint-Genest-et-Isson, Thiéblemont-Farémont, Ville-sur-Tourbe et Vitry-le-François ;
- la quatrième circonscription réunit les cantons d'Anglure, Avize, Dormans, Écury-sur-Coole, Épernay, Esternay, Fère-Champenoise, Montmirail, Montmort-Lucy, Sézanne, Sompuis et Vertus.